# Ptychohyla panchoi
Ptychohyla panchoi és una espècie de granota que es troba a Guatemala.
Està amenaçada d'extinció per la pèrdua del seu hàbitat natural.